# Hadromys
Hadromys é um género de roedor da família Muridae.

## Espécies
- Hadromys humei (Thomas, 1886)
- Hadromys loujacobsi
- Hadromys yunnanensis Yang e Wang, 1987